# Cannibal (album Static-X)
Cannibal è il quinto album in studio del gruppo musicale statunitense Static-X, pubblicato il 3 aprile 2007 dalla Reprise Records.

## Tracce
Testi di Wayne Static, eccetto dove indicato.
1. Cannibal – 3:13
2. No Submission – 2:41 (testo: Wayne Static, Tony Campos)
3. Behemoth – 3:00
4. Chemical Logic – 3:51
5. Destroyer – 2:45
6. Forty Ways – 3:00 (testo: Wayne Static, Tony Campos)
7. Chroma-Matic – 2:44 (testo: Wayne Static, Tony Campos)
8. Cuts You Up – 3:26
9. Reptile – 2:30
10. Electric Pulse – 2:40
11. Goat – 3:48
12. Team Hate – 3:24

Tracce bonus nella versione di Best Buy
1. Light It Up – 3:11
2. I'm the One (Wayne Static's Disco Destroyer Remix) – 3:37

Tracce bonus nella versione di iTunes
1. Beneath, Between, Beyond – 3:00

## Formazione
Gruppo
- Wayne Static – voce, chitarra ritmica, programmazione
- Koichi Fukuda – chitarra solista
- Tony Campos – basso, cori
- Nick Oshiro – batteria

Altri musicisti
- John 5 – primo assolo di chitarra (traccia 1)